# 초에
초에 슈트라우프(Zoë Straub, 1996년 12월 1일 ~ )는 오스트리아의 가수, 배우이다. 유로비전 송 콘테스트 2016에서 오스트리아 대표로 참가했다.